# Jindřich V. (Shakespeare)

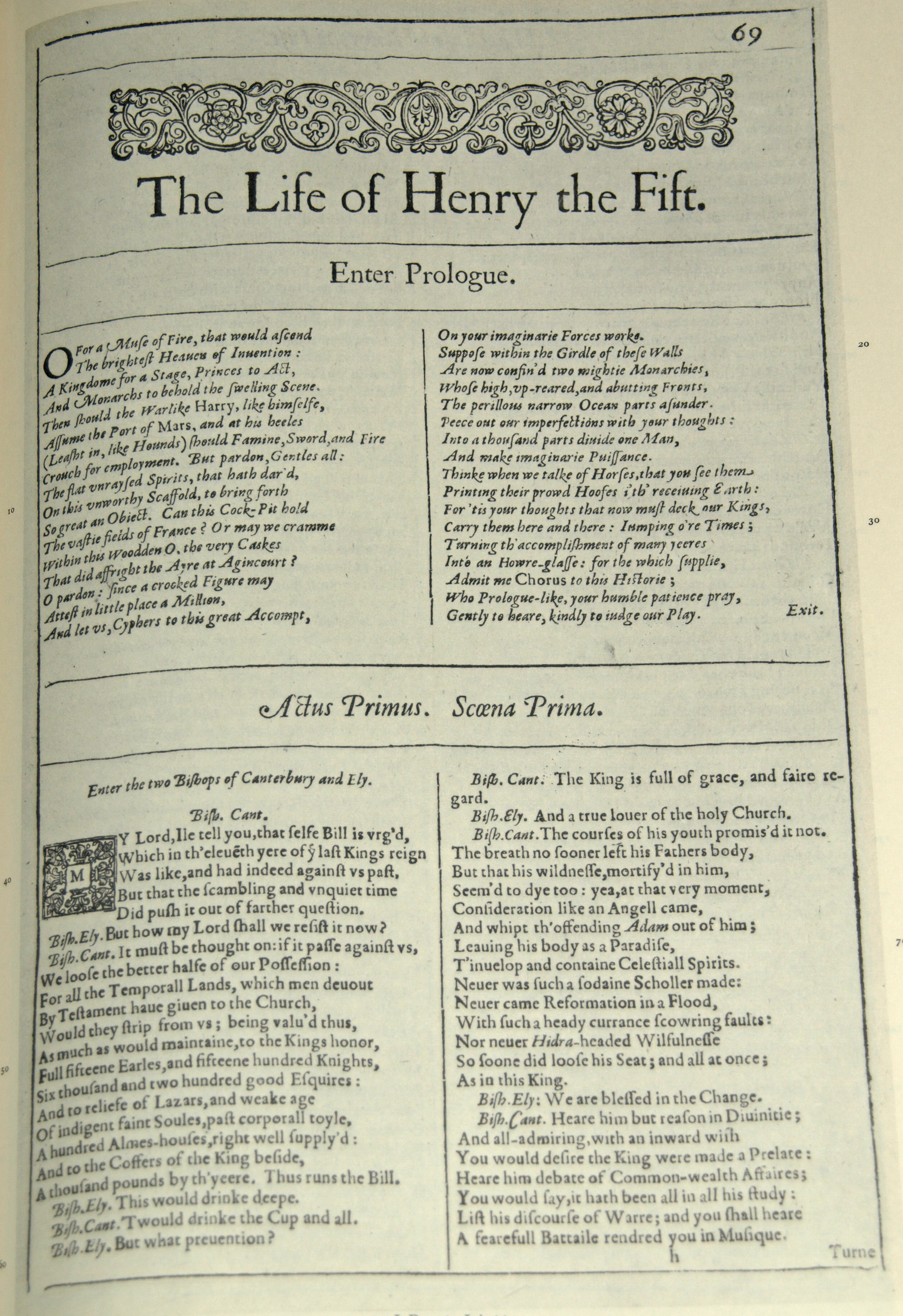
Titulní strana hry z vydání z roku 1623.

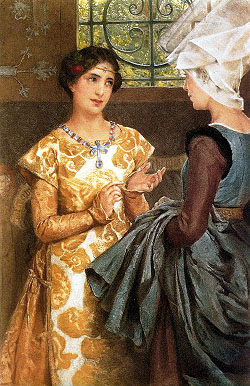
Kateřina se učí anglicky; Laura Alma-Tadema, 1888.

Jindřich V. je historická hra Williama Shakespeara napsaná zhruba v roce 1599. Její celý titul z vydání z roku 1623 zní Život Jindřicha Pátého. Vypráví příběh anglického krále Jindřicha V., přičemž se soustředí na události těsně před a po bitvě u Azincourtu (1415).
Hra je poslední částí tetralogie a předchází jí hry Richard II., první část Jindřicha IV. a druhá část Jindřicha IV. Původní obecenstvo tedy už znalo titulní postavu z předchozích her. V této hře se mladý král vydává dobývat Francii.

## Postavy
- Jindřich V. Anglický
- Vévodové z Gloucesteru a Bedfordu, královi bratři
- Vévoda z Exeteru, králův strýc
- Vévoda z Yorku, králův bratranec
- Hrabata ze Salisbury, Westmorelandu a Warwicku
- Arcibiskup z Canterbury
- Biskup z Ely
- Hrabě z Cambridge, Lord Scroop a Sir Thomas Grey – zrádci
- Francouzský král (Karel VI. Francouzský)
- Ludvík, francouzský princ
- Vévodové z Burgundska, Orleáns, Bourbonu a Berry
- Isabela, královna Francie
- Kateřina, dcera Karla a Isabely

## Děj
První scény hry se zabývají přípravou Jindřichovy flotily a zahrnují i skutečnou událost, kdy se hrabě z Cambridge a dva další pokusili Jindřicha zavraždit. Jindřichovo chytré odhalení intriky a tvrdý přístup k jejím tvůrcům je jedním ze znaků, že Jindřich se oproti předchozím hrám změnil.
Před bitvou u Azincourtu je vítězství nejisté. Mladý král v noci v přestrojení putuje táborem, aby vojáky povzbudil a zjistil, co si o něm skutečně myslí. Zoufá si nad morálním břemenem toho, že je král, a poznamenává, že král je jenom člověk. Před bitvou pronáší ke svým mužům povzbuzující řeč.
Po vítězství u Azincourtu se Jindřich pokouší namlouvat francouzskou princeznu Kateřinu. To je však obtížné, protože neumí dobře francouzsky a Kateřina naopak neumí dobře anglicky. Humor vyplývající z jejich řečnických omylů jim ale pomůže sblížit se. Francouzský král nakonec přijímá Jindřicha jako svého dědice a francouzská královna se modlí za mír.

## Filmové adaptace
- 1944: Jindřich V.  Britský film. Režie: Laurence Olivier. Hrají: Laurence Olivier, Robert Newton, Ralph Truman, Ernest Thesiger, Harcourt Williams, Leo Genn, Esmond Knight, Niall MacGinnis, Russell Thorndike, George Cole.
- 1989: Jindřich V. Britský film. Režie: Kenneth Branagh. Hrají: Kenneth Branagh (Jindřich V.), Emma Thompson (princezna Kateřina).
- 2012: Jindřich V. Anglický televizní film z minisérie The Hollow Crown. Režie: Thea Sharrock. Hrají: Tom Hiddleston (Jindřich V.), Lambert Wilson (francouzský král), Mélanie Thierry (princezna Kateřina).
- 2019: Král. Režie: David Michôd. Hrají: Timothée Chalamet (Jindřich V.), Joel Edgerton, Sean Harris, Lily-Rose Depp, Robert Pattinson.